# Maurice Leroux (réalisateur)
Pour les articles homonymes, voir Leroux et Maurice Leroux (homonymie).
Maurice Leroux est un réalisateur québécois, né le 21 février 1924 à Montréal, où il est mort le 29 novembre 2023.

## Biographie
Ses principales réalisations télévisuelles ont été Le Survenant (1954 à 1957) et Cap-aux-sorciers (1955 à 1958) à Radio-Canada dans les années cinquante. À ce titre, il se voit décerner le trophée du meilleur réalisateur en 1952 et 1953 (erreur selon les années de production des séries). Par la suite, il participe à plusieurs productions radio-canadiennes de moindre importance.
En 1960, il entre au gouvernement comme conseiller en communication, puis chef de protocole du nouveau premier ministre québécois Jean Lesage.  Il est au cœur de l'équipe qui a façonné la Révolution tranquille au Québec dans les années soixante. Il organise aussi le premier débat des chefs télévisé au Québec.
En 1966, peu avant René Lévesque et pour des raisons similaires, il claque la porte du gouvernement et du Parti libéral, devenus trop conservateurs à son goût, pour rejoindre le Rassemblement pour l'indépendance nationale  (RIN) de Pierre Bourgault.  Il se présente contre Bourgault à la présidence du RIN lors de sa création, mais abandonne la course au profit de Bourgault. Il agit à titre de communicateur pour les campagnes électorales du Parti québécois jusqu'à sa première accession au pouvoir en 1976.
Maurice Leroux meurt à Montréal le 29 novembre 2023 à l'âge de 99 ans.